# L'Espina (Alts Alps)
L'Espina (en francès L'Épine) és un municipi francès situat al departament dels Alts Alps i a la regió de Provença – Alps – Costa Blava.

## Demografia
| 1806                                       | 1962 | 1968 | 1975 | 1982 | 1990 | 1999 | 2006 | 2014 |
| ------------------------------------------ | ---- | ---- | ---- | ---- | ---- | ---- | ---- | ---- |
| 712                                        | 216  | 182  | 155  | 141  | 148  | 154  | 171  | 190  |
| Des de 1962: població sense dobles comptes |      |      |      |      |      |      |      |      |

## Administració
| Període     | Identitat     | Partit        |
| ----------- | ------------- | ------------- |
| 1965-2001 ? | Paul Mathieu  |               |
| 2001-2008   | Raymond Abert | Divers gauche |
| 2008-2014   | André Auberic | PCF           |
| 2014-       | Luc Delaup    |               |